# Phoebophilus decipiens
Phoebophilus decipiens är en fjärilsart som beskrevs av Alphéraky 1895. Phoebophilus decipiens ingår i släktet Phoebophilus och familjen nattflyn. Inga underarter finns listade i Catalogue of Life.